# MAN Engines
MAN Engines & Components to przedsiębiorstwo zajmujące się produkcją silników wysokoprężnych.
Zostało założone w 1991 roku z inicjatywy zmiany nazwy z MAN Engine Company na MAN Engines. W 1998 roku przekształcono w spółkę akcyjną i dodano człon nazwy & Components Inc.